# Éder Monteiro Fernandes
Éder Monteiro Fernandes (San Paolo, 21 settembre 1983) è un ex calciatore brasiliano, di ruolo difensore.

## Palmarès

### Club

#### Competizioni nazionali
- Indian Super League: 1

Chennaiyin: 2015